# Stomoxys pullus
Stomoxys pullus är en tvåvingeart som beskrevs av Ernest E. Austen 1909. 
Stomoxys pullus ingår i släktet Stomoxys och familjen husflugor. Inga underarter finns listade i Catalogue of Life.